# 赞比亚国徽
贊比亞國徽啟用於1964年10月24日，中心圖案為盾形，繪有黑白相間的垂直波紋，代表維多利亞大瀑布和贊比西河。上方有代表自由的鷹和有開礦的工具，顯示該國的主要產業。地上有工廠和斑馬。左右有一男一女守護。下繪玉米。飾帶上書以國家格言「一個贊比亞，一個國家」，中間有兩個黑色十字。